# 리위안차오
리위안차오(중국어 정체자: 李源潮, 병음: Lǐ Yuáncháo, 1950년 11월 20일 ~ )는 중화인민공화국의 전 정치인이다.
1960년대 상하이 부시장을 지낸 중국공산당 혁명 원로 리간청(李干成)의 아들이다. 6.25 전쟁의 중국식 용어인 항미원조(抗美援朝)가 일어난 해에 태어나 같은 발음인 '원조(源潮)'라는 이름을 얻었다. 1974년, 상하이 사범대학 수학과를 나온 후, 1982년에 다시 푸단 대학 수학과를 졸업하였고, 같은 학교에서 중국 공산주의 청년단 간부로 일했으며, 1991년에는 베이징 대학 경제관리중심(현 광화관리학원)에서 이학 석사, 1995년에는 중앙당교에서 과학적 사회주의를 전공해 박사 학위를 받았다.
1996년 중국공산당 문화부 부부장. 2001년 난징 시 당서기, 2002년에는 후이량위의 후임으로 장쑤 성 당서기. 2007년 10월 당대회 이후 중국공산당 중앙정치국 위원, 중국공산당 중앙서기처 서기, 중국공산당 중앙조직부 부장을 지냈다.
리위안차오는 보시라이, 리커창, 위안춘칭, 궈겅마오 등 공산당 유력 인사들의 후원을 받으면서 중국공산당 당내 고위 인사로 빠른 승진을 거듭하였으며, 2013년에는 제12기 전인대 이후로, 중화인민공화국 국가부주석에 선출되었다.
그러나 재임 기간에, 중국 공산주의 청년단의 실세였던 링지화, 후춘화, 루하오, 자오정융, 쑨정차이 등과 공모, 결탁한 정경 유착 비리와 부정 부패로 인하여 중앙 기율 검사위원회의 조사를 받았으며, 2017년 제19차 중국공산당 당대회에 앞서 조기 퇴임하였다.
| 전임 시진핑 | 제10대 중화인민공화국 부주석 2013년 3월 15일 ~ 2018년 3월 17일 | 후임 왕치산 |

| 전임 후이량위 | 장쑤성 당위원회 서기 2002년 ~ 2007년 10월 | 후임 량바오화 |

| 전임 허궈창 | 중국공산당 중앙조직부 부장 2007년 - 2012년 11월 | 후임 자오러지 |